# Fundulopanchax walkeri
Fundulopanchax walkeri es una especie de pez de agua dulce de la familia de los notobránquidos en el orden de los ciprinodontiformes.

## Morfología
Los machos pueden alcanzar los 6 cm de longitud total.

## Distribución geográfica
Se encuentran en ríos de África: Costa de Marfil y Ghana.